# Georg Lichey
Wilhelm Erich Georg Lichey (* 16. Dezember 1886 in Neufahrwasser bei Danzig; † 10. Juli 1939 in Rom) (Pseudonyme Georg Hermannssohn, Lips Lama, Zcengis Zzyzcak) war ein deutscher Schriftsteller.

## Leben und Tätigkeit
Von 1914 bis 1918 nahm Lichey am Ersten Weltkrieg im Rang eines Hauptmanns teil. Aufgrund seiner Kriegserlebnisse wurde er Pazifist.
In der Zeit der Weimarer Republik betätigte Lichey sich öffentlich als Pazifist in der von ihm herausgegebenen Zeitschrift Chronik der Menschheit.
Als Schriftsteller trat Lichey erstmals mit der Novellensammlung Im Flur in Erscheinung. Nach dem Krieg folgten Reisebeschreibungen, Hörspiele und Theaterstücke. Im Jahr 1931 erschien der zusammen mit Rudolf Frank verfasste Anti-Kriegs-Roman Der Schädel des Negerhäuptlings Makaua.
1933 wurde Lichey für einige Wochen im KZ Dürrgoy bei Breslau inhaftiert.

## Schriften
- Im Flur. 7 Novellen, Xenien-Verlag, Leipzig 1913.
- Italien und kein Ende. Reiseerinnerungen, Verlag des Mittelschlesischen Volksfreundes, Schweidnitz 1924.
- Gottlieb. Die Geschichte eines einfälltigen Menschen, Stein-Verlag, 1925.
- Italien und wir. Eine Italienreise, C. Reissner, Dresden 1927.
- Die unter Tage. Ein Stück Zeittheater in sechs Bildern, Verlag Frieden und Recht, Schweidnitz 1930. (zusammen mit Fritz E. Bettauer)
- Chronik der Menschheit, 1930.
- Der Schädel des Negerhäuptlings Makaua, 1931 (mit Rudolf Frank)
- Die Kamerilla. Ein Stück deutschen Schicksals in 10 Bildern, Schweidnitz s. a.